# Sylwia Zawiślak
Sylwia Zawiślak (ur. 1991 w Rzeszowie) – polska artystka wizualna, specjalizująca się w grafice warsztatowej, głównie w technice linorytu. 

## Życiorys
Ukończyła studia na Wydziale Sztuki Uniwersytetu Rzeszowskiego. 

## Twórczość
W swojej twórczości podejmuje tematy społeczne, związane z mechanizmami władzy, stereotypami oraz rolami płciowymi. Autorka książek artystycznych, uczestniczka międzynarodowych rezydencji artystycznych i laureatka konkursów graficznych.
Prace Zawiślak koncentrują się na zagadnieniach pamięci społecznej, tożsamości oraz krytyki społeczno-politycznej. W swojej praktyce łączy tradycyjne techniki graficzne z tematyką współczesną. Posługuje się głównie techniką linorytu. 
W serii Neighbours / Sąsiedzi (2023), powstałej podczas rezydencji w Bazylei, porusza kwestie uprzedzeń i stereotypów. W cyklu Inner work / Praca wewnętrzna wykorzystuje materiały takie jak cement, ceramika czy szkło.
Stworzyła cykl grafik o wymarłych zawodach, opowieść o funkcjonowaniu dawnej wsi, bazującą na wspomnieniach rodziny artystki.

## Wystawy (wybór)
- 2025 – Print it out, wystawa grupowa, Eleven Ten Studio, Bazylea (Szwajcaria)[3]
- 2025 – Power, Prejudice, Stereotypes, wystawa indywidualna, Artstübli, Bazylea (Szwajcaria)[3]
- 2024 – Obłęd, wystawa grupowa, Galeria Subteria, Kraków (Polska)
- 2023 – Boscy wariaci, wystawa indywidualna, Rzeszowskie Piwnice, Rzeszów (Polska)
- 2022 – 200 revelations, wystawa grupowa, Galeria Raster, Warszawa (Polska)
- 2022 – Bones and feathers, gościnnie podczas wystawy Apolonii Dwurnik, MCSW Elektrownia, Radom (Polska)
- 2021 – Młoda grafika polska, wystawa indywidualna, BWA Przemyśl, Przemyśl (Polska)
- 2020 – Święto chorób, wystawa indywidualna, Dom Sztuki Ludowej, Warszawa (Polska)
- 2016 – Polskie przysłowia ludowe, wystawa indywidualna, Muzeum Etnograficzne, Rzeszów (Polska)

## Rezydencje artystyczne
- 2024 – Laurenz Haus, Bazylea (Szwajcaria)[3]

## Publikacje i książki artystyczne
- 2025 – Monsters of loneliness, wyd. Edition Valnod (premiera maj 2025)[4]
- 2015 – Demony i klechdy ludowe – książka artystyczna łącząca ilustrację i tekst inspirowany polskimi legendami ludowymi[2]

## Nagrody i wyróżnienia
- 2015 – I nagroda, IX Międzynarodowy Przegląd Ekslibrisu Drzeworytniczego i Linorytniczego im. Pawła Stellera, Katowice[6]
- 2024 – Wyróżnienie, VIII edycja konkursu 1 strona / 1 spojrzenie / 180 sekund, Poznań[7]

## Styl i technika
Zawiślak posługuje się klasycznymi technikami druku wypukłego, przede wszystkim linorytem.